# Margaretta Eagar
Margaretta Alexandra Eagar, född 12 augusti 1863 i Limerick, Irland, UK, död 2 augusti 1936, Keynsham, England, var en Anglo-irländska kvinna som arbetade som barnflicka hos döttrarna till Rysslands kejsare och Nikolaj II och Alexandra Feodorovna i Ryssland, prinsessorna Olga, Tatiana, Maria och Anastasia åren 1898 till 1904. 
År 1906 skrev hon Six Years at the Russian Court om sin tid med Rysslands kejsarfamilj.

## Biografi

### Tidigt liv
Eagar föddes i Limerick 1863. Hon var ett av 10 barn till ett protestantiskt par, Francis McGillycuddy Eagar och Frances Margaret Holden. Hon utbildades som sköterska i Belfast och arbetade som husmor vid ett barnhem.

### Tiden vid ryska hovet
Margaretta Eager utsågs 1898 till barnsköterska åt döttrarna till kejsar Nikolaj II av Ryssland, vilket hon förblev fram till 1904. Storfurstinnorna Olga Alexandrovna av Ryssland, faster till flickorna, har beskrivit Margaretta Eagars intresse för politik. Som barn flydde en gång Maria från badet och sprang genom palatskorridoren medan Margaretta Eagar diskuterade Dreyfusaffären med en vän. "Lyckligtvis, anlände jag just då, tog upp henne och förde henne tillbaka till Miss Eagar, som fortfarande talade om Dreyfus," minns storhertiginnan.
De fyra storfurstinnorna började lära sig engelska av Eagar och hade runt 1904 då Margaretta Eagar lämnade dem börjat tala irländsk engelska. 1908 kallades engelske privatläraren Charles Sydney Gibbes in för att "rätta" det.

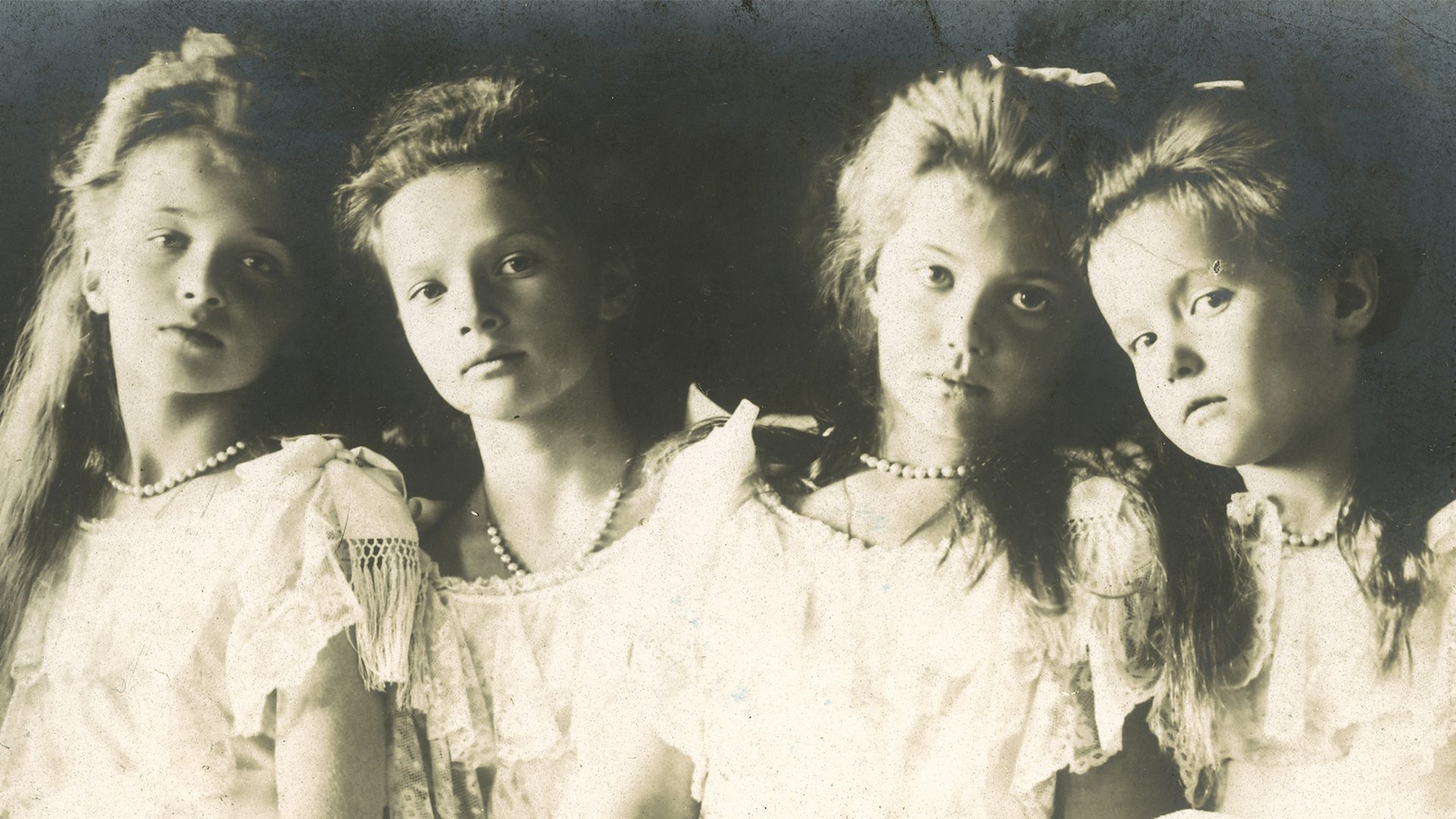
Från vänster till höger, Storhertiginnorna Olga, Tatiana, Maria, och Anastasia Nikolaevna 1906.

Eagar, som tyckte om de fyra storfurstinnorna, skrev i sin bok att hon lämnade ryska hovet av personliga skäl.
Dock anses det möjligt att hon avskedades på grund av den politiska situationen under rysk-japanska kriget, där Storbritannien tog stark ställning för Japan.

### Senare tid
Eagar fick pension från ryska staten från sin tid som barnsköterska. Hon brevväxlade med Storfurstinnorna tills de blev dödade i juli 1918. Familjemedlemmar menade att hon hemsöktes av morden för resten av livet. På senare år drev hon ett pensionat som blev mindre framgångsrikt och lämnade henne med skulder. Hon dog den 2 augusti 1936 på The Grange Nursing Home, Keynsham, England, i en ålder av 72 år.

### Fotnoter
1. 1 2 3  Zeepvat, Charlotte, From Cradle to Crown: British Nannies and Governesses at the World's Royal Courts
2. ↑  Massie, Robert K., Nicholas and Alexandra, 1967, Dell Publishing Co.; ISBN 0440163587, p. 132
3. ↑   Alexander Palace Diaries
4. ↑  Eagar, Margaret (1906). ”"Six Years at the Russian Court"”. alexanderpalace.org. Arkiverad från originalet den 20 oktober 2019. https://web.archive.org/web/20191020051116/http://www.alexanderpalace.org/eagar/eagar.html. Läst 3 mars 2007.